# Obrat
Obrat – miejscowość w Słowenii w gminie Benedikt.